# James Allen (Rennfahrer)

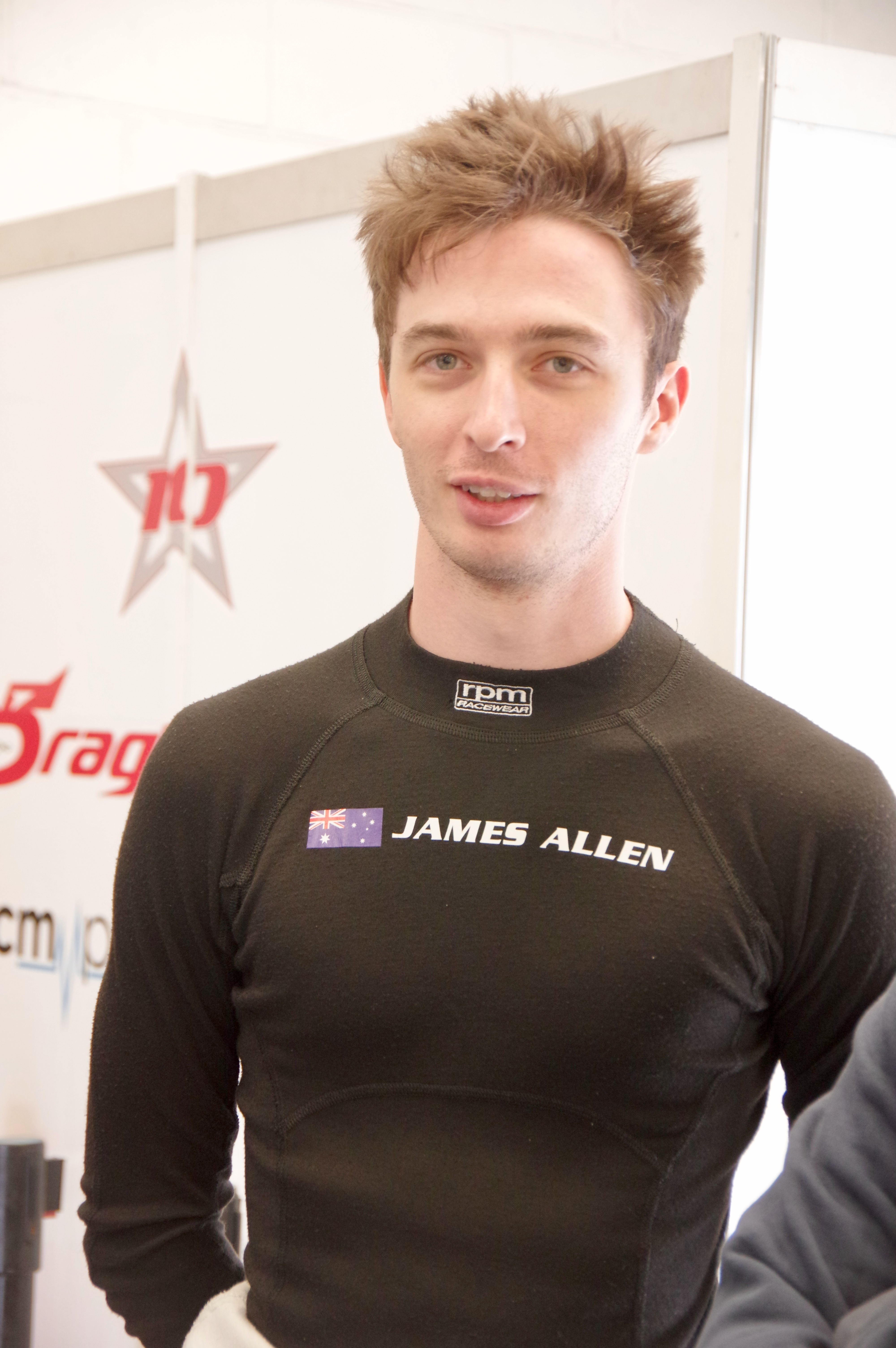
James Allen 2019

James Charles Allen (* 4. Juli 1996 in Perth) ist ein australischer Autorennfahrer.

## Karriere als Rennfahrer
James Allen war in seinem Heimatland ein erfolgreicher Kartfahrer, der mehrere Junioren-Meisterschaften gewann, ehe er 2013 nach Europa kam. Er beteiligte sich am Talente-Cup der Formel BMW und erreichte in der Endwertung den fünften Rang. Diese Ergebnis ermöglichte ihm den Einstieg in die Formel Renault, in der er 2016 Siebter im Formel Renault 2.0 Northern European Cup wurde (Meister Lando Norris).
2017 erfolgte der Wechsel vom Monoposto- in den Sportwagensport. Er startete in der European Le Mans Series und der FIA-Langstrecken-Weltmeisterschaft. 2017 siegte er im Oreca 07 von Graff Racing im Rahmen der European Le Mans Series beim 4-Stunden-Rennen von Spa-Francorchamps und dem 4-Stunden-Rennen von Algarve. 2019 kam der Gesamtsieg beim 4-Stunden-Rennen von Le Castellet dazu. 2017 gab er sein Debüt beim 24-Stunden-Rennen von Le Mans, wo der sechste Rang in diesem Jahr seine bis dahin beste Platzierung in diesem Langstreckenrennen war.
Die Rennsaison 2023 begann er mit dem Gesamtsieg beim Ersten der beiden 4-Stunden-Rennen von Dubai, dem ersten Wertungslauf der Asian Le Mans Series 2023. Das zweite Dubai-Rennen beendete er an der vierten Stelle der Gesamtwertung.

## Statistik

### Le-Mans-Ergebnisse
| Jahr | Team               | Fahrzeug | Teamkollege     | Teamkollege              | Platzierung | Ausfallgrund |
| ---- | ------------------ | -------- | --------------- | ------------------------ | ----------- | ------------ |
| 2017 | Graff              | Oreca 07 | Richard Bradley | Franck Matelli           | Rang 6      |              |
| 2018 | G-Drive Racing     | Oreca 07 | José Gutiérrez  | Enzo Guibbert            | Ausfall     | Unfall       |
| 2020 | SO24-HAS By Graff  | Oreca 07 | Charles Milesi  | Vincent Capillaire       | Ausfall     | Unfall       |
| 2021 | Panis Racing       | Oreca 07 | Julien Canal    | Will Stevens             | Rang 8      |              |
| 2022 | Algarve Pro Racing | Oreca 07 | René Binder     | Steven Thomas            | Rang 19     |              |
| 2023 | Algarve Pro Racing | Oreca 07 | Colin Braun     | George Kurtz             | Rang 20     |              |
| 2024 | Duqueine Team      | Oreca 07 | John Falb       | Jean-Baptiste Simmenauer | Ausfall     | Motorschaden |

### Einzelergebnisse in der FIA-Langstrecken-Weltmeisterschaft
| Saison  | Team               | Rennwagen | 1   | 2   | 3   | 4   | 5   | 6   | 7   | 8   | 9   |
| ------- | ------------------ | --------- | --- | --- | --- | --- | --- | --- | --- | --- | --- |
| 2017    | Graff              | Oreca 07  | SIL | SPA | LEM | NÜR | MEX | AUS | FUJ | SHA | BAH |
| 2017    | Graff              | Oreca 07  | 6   |     |     |     |     |     |     |     |     |
| 2018/19 | G-Drive Racing     | Oreca 07  | SPA | LEM | SIL | FUJ | SHA | SEB | SPA | LEM |     |
| 2018/19 | G-Drive Racing     | Oreca 07  | DNF |     |     |     |     |     |     |     |     |
| 2019/20 | Graff              | Oreca 07  | SIL | FUJ | SHA | BAH | AUS | SPA | LEM | BAH |     |
| 2019/20 | Graff              | Oreca 07  |     |     |     | DNF |     |     |     |     |     |
| 2021    | Panis Racing       | Oreca 07  | SPA | POR | MON | LEM | BAH | BAH |     |     |     |
| 2021    | Panis Racing       | Oreca 07  | 8   |     |     |     |     |     |     |     |     |
| 2022    | Algarve Pro Racing | Oreca 07  | SEB | SPA | LEM | MON | FUJ | BAH |     |     |     |
| 2022    | Algarve Pro Racing | Oreca 07  | 14  | 17  | 19  | 10  | 34  | 16  |     |     |     |
| 2023    | Algarve Pro Racing | Oreca 07  | SEB | POR | SPA | LEM | MON | FUJ | BAH |     |     |
| 2023    | Algarve Pro Racing | Oreca 07  | 20  |     |     |     |     |     |     |     |     |
| 2024    | Duqueine Team      | Oreca 07  | KAT | IMO | SPA | LEM | SAO | AUS | FUJ | BAH |     |
| 2024    | Duqueine Team      | Oreca 07  | DNF |     |     |     |     |     |     |     |     |